# Saison 2008-2009 du Werder Brême
Maillots
Chronologie
Saison précédente Saison suivante
La saison 2008-2009 du Werder Brême est la 28e saison consécutive du club au plus haut niveau. Pour cette saison, le Werder est engagé en Ligue des champions, grâce à sa place de vice-champion acquise l'année précédente.
Au terme d'une saison en demi-teinte, le Werder a été finaliste de la Coupe UEFA, s'inclinant contre le Chakhtior Donetsk après les prolongations, sur le score de deux buts à un.

## Résumé de la saison

### Le mercato
Après le départ du cadre et du leader Tim Borowski pour le Bayern Munich, comme l'avait été celui de Miroslav Klose, le Werder fait le pari de la jeunesse, avec les arrivées de Said Husejinović, jeune international bosniaque et de Niklas Andersen. Ivan Klasnić arrivant au terme de son contrat, Brême choisit le Péruvien Claudio Pizarro, ancien de la maison, pour le remplacer.

### En championnat
Après deux matches nuls, le Werder concède sa première défaite contre le Borussia Mönchengladbach. Lors de la 4e journée, Brême signe sa première victoire, et avec la manière face à l'Energie Cottbus (3 buts à 0). Le 20 septembre, lors du choc face au champion en titre bavarois, les coéquipiers de Frank Baumann se montrent impressionnants de facilité et de justesse, inscrivant pas moins de 5 buts au pauvre Michael Rensing. En fin de rencontre, l'ancien brêmois Tim Borowski réduira l'écart, et portera le score à 5-2.
Le club allemand semble donc avoir véritablement lancé sa saison, lancement confirmé par une nouvelle victoire contre le surprenant leader, le 1899 Hoffenheim, sur le gros score de 5 buts à 4. Mais une large défaite à Stuttgart, puis deux résultats décevants contre Dortmund et Hanovre stoppent l'avancée. À la 10e journée, le Werder Brême occupe la deuxième partie de tableau.

### En Coupe d'Europe

Composition des équipes lors de la finale.

En Ligue des champions, le Werder entame mal sa campagne européenne, concédant le match nul face au modeste club chypriote de l'Anorthosis Famagouste. La deuxième rencontre se termine sur le même score, mais cette fois-ci face au favori du groupe, l'Inter Milan. Troisième match, troisième nul, qui place le Werder à la troisième place. Après une écrasante défaite concédée à domicile contre le Panathinaïkos, le Werder voit ses chances d'accéder aux huitièmes de finale s'amenuiser. Pas capable de battre Famagouste pour garder ses cartes en main, Brême dit au soir de la 5e journée définitivement adieu à la Ligue des Champions. Encore en jeu pour être renversé en Coupe UEFA, le Werder doit gagner chez lui face à l'Inter, et compter sur une défaite de l'Anorthosis. Tout se décante à l'heure de jeu, grâce au but de Claudio Pizarro (63e), mais aussi de Giorgos Karagounis au Stade Olympique d'Athènes. Le deuxième but inscrit par Markus Rosenberg confortait le Werder dans sa nouvelle position, celui de Zlatan Ibrahimović ne changeant rien au résultat final.
Le 18 février 2009, le Werder Brême dispute son premier match de Coupe UEFA, aux allures de huitièmes de finale de Ligue des Champions. Opposé au 2e du groupe E, le Milan AC, les hommes de Thomas Schaaf obtiennent en fin de match le match nul, consécutif à un but de Diego (84e). Mené 2-0 au match retour, les affaires européennes du Werder semblent pliées, mais deux buts de Pizarro en dix minutes changent la donne. Après avoir passé assez aisément l'obstacle stéphanois, Brême est confronté à l'Udinese Calcio en quart de finale. Pourtant en avance grâce à leur belle victoire acquise au match aller (3-1), les brêmois se font surprendre au match retour, et rejoignent les vestiaires a égalité parfaite sur l'ensemble des deux matches. Mais grâce à ses deux principaux atouts offensifs que sont Diego et Pizarro, le Werder termine la rencontre sur le score de 3-3, et atteint les demi-finales. Comme en Coupe d'Allemagne, Brême joue son ticket pour la finale lors du « derby du Nord », face au grand rival hambourgeois. Dominateur dans son Weserstadion, le Werder se fait pourtant surprendre par un but de Piotr Trochowski. Malgré ses attaques répétées sur la cage de Frank Rost, le club de la Weser ne parvient pas à tromper le gardien allemand. C'est donc un exploit que doit faire le Werder à l'HSH Nordbank Arena pour accéder à la grande et dernière finale de la Coupe UEFA. Et cet exploit devient encore plus dur à réaliser quand Ivica Olić, le joueur en forme du HSV, inscrit au quart d'heure de jeu le premier but de la rencontre. Mais c'est sans compter sur le duo de choc sud-américain du Werder, qui fait pencher le score de l'autre côté et qualifie provisoirement le club. À la 83e minute de jeu, le Werder profite d'un corner, occasionné par un boulette en papier, pour augmenter son avance, et faire un grand pas vers la finale. Malgré le but du doublé pour Olić, le Werder accède pour la première et dernière fois de son histoire à la finale de la Coupe UEFA.
Le 20 mai, Brême joue quasiment sa saison sur le match, qui pourrait en cas de victoire le qualifier pour la prochaine Ligue Europa. Mais sans son meneur de jeu et créateur brésilien Diego, suspendu après avoir reçu un nouveau carton jaune lors du match précédent, que le Werder se lance dans le match, difficilement. Dominé par le Chakhtior Donetsk, Brême encaisse le premier but de la partie, mais se ressaisit et égalise rapidement, sur une bourde du gardien Pyatov. Dans un match plus équilibré, les deux équipes ne parviennent pas à prendre l'avantage, et doivent se résoudre à disputer les prolongations. Finalement, celles-ci profitent au club ukrainien, qui s'impose 2-1, étant légèrement aidé par l'arbitre Luis Medina Cantalejo qui refusa au cours de la rencontre un but valable de Claudio Pizarro.

## Effectif

### Effectif détaillé
| N°         | Nom                | Naissance                         | Nationalité sportive   | Sélections           |
| Gardiens   |                    |                                   |                        |                      |
| 1          | Tim Wiese          | 17 décembre 1981 à Bergisch       | Allemagne              |                      |
| 21         | Sebastian Mielitz  | 18 juillet 1989 à Zehdenick       | Allemagne              |                      |
| 33         | Christian Vander   | 24 octobre 1980 à Willich         | Allemagne              |                      |
| 40         | Nico Pellatz       | 8 juillet 1986 à Berlin           | Allemagne              |                      |
| Défenseurs |                    |                                   |                        |                      |
| 2          | Sebastian Boenisch | 1er février 1987 à Gliwice (Pol.) | Allemagne / Pologne    | Allemagne Esp.       |
| 3          | Petri Pasanen      | 24 septembre 1980 à Lahti         | Finlande               | Finlande A           |
| 4          | Naldo              | 10 septembre 1982 à Londrina      | Brésil                 | Brésil A             |
| 5          | Duško Tošić        | 19 janvier 1985 à Orlovat         | Serbie                 | Serbie A             |
| 8          | Clemens Fritz      | 7 décembre 1980 à Erfurt          | Allemagne              | Allemagne A          |
| 15         | Sebastian Prödl    | 21 juin 1987 à Graz               | Autriche               | Autriche A           |
| 27         | Niklas Andersen    | 4 août 1988 à Francfort           | Allemagne / Norvège    | All. -20 ans         |
| 29         | Per Mertesacker    | 28 septembre 1984 à Hanovre       | Allemagne              | Allemagne A          |
| Milieux    |                    |                                   |                        |                      |
| 6          | Frank Baumann      | 29 octobre 1975 à Wurtzbourg      | Allemagne              |                      |
| 7          | Jurica Vranješ     | 31 janvier 1980 à Osijek          | Croatie                | Croatie A            |
| 10         | Diego              | 18 février 1985 à Ribeirão Preto  | Brésil / Italie        | Brésil A             |
| 11         | Mesut Özil         | 15 octobre 1988 à Gelsenkirchen   | Allemagne              | Allemagne Esp.       |
| 16         | Aléxandros Tziólis | 13 février 1985 à Kateríni        | Grèce                  | Grèce A              |
| 17         | Said Husejinović   | 13 mai 1988 à Sarajevo            | Bosnie-Herzégovine     | Bosnie-Herzégovine A |
| 20         | Daniel Jensen      | 25 juin 1979 à Copenhague         | Danemark               | Danemark A           |
| 22         | Torsten Frings     | 22 novembre 1976 à Würselen       | Allemagne              | Allemagne A          |
| 25         | Peter Niemeyer     | 22 novembre 1983 à Riesenbeck     | Allemagne              |                      |
| 31         | Kevin Artmann      | 21 avril 1986 à Duderstadt        | Allemagne              | All. -20 ans         |
| 36         | Max Kruse          | 19 mars 1988 à Reinbek            | Allemagne              | Allemagne Esp.       |
| Attaquants |                    |                                   |                        |                      |
| 9          | Markus Rosenberg   | 27 septembre 1982 à Malmö         | Suède                  | Suède A              |
| 14         | Aaron Hunt         | 4 septembre 1986 à Goslar         | Allemagne / Angleterre | Allemagne Esp.       |
| 23         | Hugo Almeida       | 23 mai 1984 à Figueira da Foz     | Portugal               | Portugal A           |
| 24         | Claudio Pizarro    | 3 octobre 1978 à Lima             | Pérou / Italie         | Pérou A              |
| 34         | Martin Harnik      | 10 juin 1987 à Hambourg (All.)    | Autriche               | Autriche A           |

### Transferts

#### Été
| Type de transfert | Nom                 | Contrat           | Provenance / Destination |
| Arrivées          | Niklas Andersen     | Transfert         | Rot-Weiss Essen          |
| Arrivées          | Said Husejinović    | Transfert (4 ans) | Sloboda Tuzla            |
| Arrivées          | Claudio Pizarro     | Prêt (1 an) ,     | Chelsea                  |
| Arrivées          | Sebastian Prödl     | Transfert (4 ans) | SK Sturm Graz            |
| Départs           | Carlos Alberto      | Prêt (6 mois)     | Botafogo FR              |
| Départs           | Amaury Bischoff     | Transfert (4 ans) | Arsenal                  |
| Départs           | Tim Borowski        | Transfert (3 ans) | Bayern Munich            |
| Départs           | Ivan Klasnić        | Fin de contrat    |                          |
| Départs           | John Jairo Mosquera | Prêt (6 mois)     | SonderjyskE              |
| Départs           | Patrick Owomoyela   | Transfert (3 ans) | Borussia Dortmund        |
| Départs           | Kevin Schindler     | Prêt (1 an)       | Hansa Rostock            |
| Départs           | Pierre Womé         | Transfert (2 ans) | FC Cologne               |

#### Hiver
| Type de transfert | Nom                | Contrat       | Provenance / Destination |
| Arrivée           | Aléxandros Tziólis | Prêt (6 mois) | Panathinaïkos            |
| Départs           | Carlos Alberto     | Prêt (6 mois) | CR Vasco da Gama         |
| Départs           | Said Husejinović   | Prêt (6 mois) | FC Kaiserslautern        |
| Départs           | Boubacar Sanogo    | Prêt (6 mois) | 1899 Hoffenheim          |

## Résultats

### Bundesliga
| 1re journée        | Arminia Bielefeld  | 2–2 | Werder Brême      | SchücoArena, Bielefeld                        |                                               |
| 16 août 2008 15:30 | Wichniarek 74e 81e |     | Rosenberg 60e 80e | Spectateurs : 24 700 Arbitrage : Jochen Drees | Spectateurs : 24 700 Arbitrage : Jochen Drees |
| 16 août 2008 15:30 | Rapport            |     |                   | Spectateurs : 24 700 Arbitrage : Jochen Drees | Spectateurs : 24 700 Arbitrage : Jochen Drees |

| 2e journée         | Werder Brême | 1–1 | Schalke 04     | Weserstadion, Brême                               |                                                   |
| 23 août 2008 15:30 | Frings 64e   |     | Westermann 85e | Spectateurs : 42 100 Arbitrage : Helmut Fleischer | Spectateurs : 42 100 Arbitrage : Helmut Fleischer |
| 23 août 2008 15:30 | Rapport      |     |                | Spectateurs : 42 100 Arbitrage : Helmut Fleischer | Spectateurs : 42 100 Arbitrage : Helmut Fleischer |

| 3e journée         | Borussia Mönchengladbach                  | 3–2 | Werder Brême            | Borussia-Park, Mönchengladbach                |                                               |
| 30 août 2008 15:30 | Matmour 12e · Friend 30e · Baumjohann 71e |     | Pizarro 79e · Diego 89e | Spectateurs : 54 067 Arbitrage : Manuel Gräfe | Spectateurs : 54 067 Arbitrage : Manuel Gräfe |
| 30 août 2008 15:30 | Rapport                                   |     |                         | Spectateurs : 54 067 Arbitrage : Manuel Gräfe | Spectateurs : 54 067 Arbitrage : Manuel Gräfe |

| 4e journée              | Werder Brême                        | 3–0 | Energie Cottbus | Weserstadion, Brême                             |                                                 |
| 13 septembre 2008 15:30 | Diego 75e · Frings 80e · Sanogo 83e |     |                 | Spectateurs : 38 714 Arbitrage : Herbert Fandel | Spectateurs : 38 714 Arbitrage : Herbert Fandel |
| 13 septembre 2008 15:30 | Rapport                             |     |                 | Spectateurs : 38 714 Arbitrage : Herbert Fandel | Spectateurs : 38 714 Arbitrage : Herbert Fandel |

| 5e journée              | Bayern Munich    | 2–5 | Werder Brême                                           | Allianz Arena, Munich                              |                                                    |
| 20 septembre 2008 15:30 | Borowski 71e 85e |     | Rosenberg 30e 67e · Naldo 45e · Özil 54e · Pizarro 59e | Spectateurs : 69 000 Arbitrage : Thorsten Kinhöfer | Spectateurs : 69 000 Arbitrage : Thorsten Kinhöfer |
| 20 septembre 2008 15:30 | Rapport          |     |                                                        | Spectateurs : 69 000 Arbitrage : Thorsten Kinhöfer | Spectateurs : 69 000 Arbitrage : Thorsten Kinhöfer |

| 6e journée              | Werder Brême                                                       | 5–4 | 1899 Hoffenheim                                     | Weserstadion, Brême                          |                                              |
| 27 septembre 2008 15:30 | Özil 8e 81e · Pizarro 16e · Diego 21e · Hunt 30e · Mertesacker 62e |     | Ba 16e · Salihovic 36e · Ibišević 61e · Compper 71e | Spectateurs : 40 059 Arbitrage : Günter Perl | Spectateurs : 40 059 Arbitrage : Günter Perl |
| 27 septembre 2008 15:30 | Rapport                                                            |     |                                                     | Spectateurs : 40 059 Arbitrage : Günter Perl | Spectateurs : 40 059 Arbitrage : Günter Perl |

| 7e journée           | VfB Stuttgart                                      | 4–1 | Werder Brême | Mercedes-Benz Arena, Stuttgart                  |                                                 |
| 4 octobre 2008 15:30 | Khedira 18e · Träsch 29e · Hilbert 63e · Lanig 88e |     | Diego 64e    | Spectateurs : 50 000 Arbitrage : Herbert Fandel | Spectateurs : 50 000 Arbitrage : Herbert Fandel |
| 4 octobre 2008 15:30 | Rapport                                            |     |              | Spectateurs : 50 000 Arbitrage : Herbert Fandel | Spectateurs : 50 000 Arbitrage : Herbert Fandel |

| 8e journée            | Werder Brême                    | 3–3 | Borussia Dortmund                          | Weserstadion, Brême                              |                                                  |
| 18 octobre 2008 15:30 | Baumann 68e · Pizarro 88e 90+1e |     | Frei 59e (pen) · Hummels 72e · Zidan 90+2e | Spectateurs : 42 100 Arbitrage : Michael Kempter | Spectateurs : 42 100 Arbitrage : Michael Kempter |
| 18 octobre 2008 15:30 | Rapport                         |     |                                            | Spectateurs : 42 100 Arbitrage : Michael Kempter | Spectateurs : 42 100 Arbitrage : Michael Kempter |

| 9e journée            | Hanovre 96 | 1–1 | Werder Brême     | AWD-Arena, Hanovre                                 |                                                    |
| 25 octobre 2008 15:30 | Schulz 9e  |     | Hugo Almeida 41e | Spectateurs : 49 000 Arbitrage : Thorsten Kinhöfer | Spectateurs : 49 000 Arbitrage : Thorsten Kinhöfer |
| 25 octobre 2008 15:30 | Rapport    |     |                  | Spectateurs : 49 000 Arbitrage : Thorsten Kinhöfer | Spectateurs : 49 000 Arbitrage : Thorsten Kinhöfer |

| 10e journée           | Werder Brême | 0–2 | Bayer Leverkusen          | Weserstadion, Brême                           |                                               |
| 28 octobre 2008 20:00 |              |     | Vidal 71e · Friedrich 80e | Spectateurs : 37 142 Arbitrage : Peter Sippel | Spectateurs : 37 142 Arbitrage : Peter Sippel |
| 28 octobre 2008 20:00 | Rapport      |     |                           | Spectateurs : 37 142 Arbitrage : Peter Sippel | Spectateurs : 37 142 Arbitrage : Peter Sippel |

| 11e journée             | Werder Brême                                                  | 5–1 | Hertha BSC Berlin | Weserstadion, Brême                           |                                               |
| 1er novembre 2008 15:30 | Kačar 14e (csc) · Diego 20e · Rosenberg 42e · Pizarro 60e 85e |     | Cícero 68e        | Spectateurs : 40 000 Arbitrage : Marc Seemann | Spectateurs : 40 000 Arbitrage : Marc Seemann |
| 1er novembre 2008 15:30 | Rapport                                                       |     |                   | Spectateurs : 40 000 Arbitrage : Marc Seemann | Spectateurs : 40 000 Arbitrage : Marc Seemann |

| 12e journée           | VfL Bochum | 0–0 | Werder Brême | Rewirpowerstadion, Bochum                      |                                                |
| 8 novembre 2008 15:30 |            |     | Özil 84e     | Spectateurs : 27 237 Arbitrage : Deniz Aytekin | Spectateurs : 27 237 Arbitrage : Deniz Aytekin |
| 8 novembre 2008 15:30 | Rapport    |     |              | Spectateurs : 27 237 Arbitrage : Deniz Aytekin | Spectateurs : 27 237 Arbitrage : Deniz Aytekin |

| 13e journée            | Werder Brême                                     | 3–1 | FC Cologne    | Weserstadion, Brême                             |                                                 |
| 16 novembre 2008 17:00 | Diego 15e (pen) · Naldo 45+1e · Hugo Almeida 55e |     | Novakovič 48e | Spectateurs : 42 100 Arbitrage : Markus Schmidt | Spectateurs : 42 100 Arbitrage : Markus Schmidt |
| 16 novembre 2008 17:00 | Rapport                                          |     |               | Spectateurs : 42 100 Arbitrage : Markus Schmidt | Spectateurs : 42 100 Arbitrage : Markus Schmidt |

| 14e journée            | Hambourg SV            | 2–1 | Werder Brême | HSH Nordbank Arena, Hambourg                  |                                               |
| 23 novembre 2008 17:00 | Guerrero 6e · Olić 74e |     | Diego 24e    | Spectateurs : 56 121 Arbitrage : Knut Kircher | Spectateurs : 56 121 Arbitrage : Knut Kircher |
| 23 novembre 2008 17:00 | Rapport                |     |              | Spectateurs : 56 121 Arbitrage : Knut Kircher | Spectateurs : 56 121 Arbitrage : Knut Kircher |

| 15e journée            | Werder Brême                                     | 5–0 | Eintracht Francfort | Weserstadion, Brême                               |                                                   |
| 29 novembre 2008 15:30 | Pizarro 11e 20e 62e · Diego 44e (pen) · Hunt 74e |     |                     | Spectateurs : 40 087 Arbitrage : Helmut Fleischer | Spectateurs : 40 087 Arbitrage : Helmut Fleischer |
| 29 novembre 2008 15:30 | Rapport                                          |     |                     | Spectateurs : 40 087 Arbitrage : Helmut Fleischer | Spectateurs : 40 087 Arbitrage : Helmut Fleischer |

| 16e journée           | Karlsruher SC | 1–0 | Werder Brême | Wildparkstadion, Karlsruhe                      |                                                 |
| 6 décembre 2008 15:30 | Buck 83e      |     | Pizarro 90e  | Spectateurs : 29 373 Arbitrage : Guido Winkmann | Spectateurs : 29 373 Arbitrage : Guido Winkmann |
| 6 décembre 2008 15:30 | Rapport       |     |              | Spectateurs : 29 373 Arbitrage : Guido Winkmann | Spectateurs : 29 373 Arbitrage : Guido Winkmann |

| 17e journée            | Werder Brême                      | 2–1 | VfL Wolfsbourg | Weserstadion, Brême                           |                                               |
| 13 décembre 2008 15:30 | Mertesacker 27e · Josué 63e (csc) |     | Gentner 3e     | Spectateurs : 40 008 Arbitrage : Peter Sippel | Spectateurs : 40 008 Arbitrage : Peter Sippel |
| 13 décembre 2008 15:30 | Rapport                           |     |                | Spectateurs : 40 008 Arbitrage : Peter Sippel | Spectateurs : 40 008 Arbitrage : Peter Sippel |

| 18e journée            | Werder Brême     | 1–2 | Arminia Bielefeld         | Weserstadion, Brême                           |                                               |
| 1er février 2009 17:00 | Hugo Almeida 44e |     | Marx 24e · Wichniarek 49e | Spectateurs : 38 522 Arbitrage : Babak Rafati | Spectateurs : 38 522 Arbitrage : Babak Rafati |
| 1er février 2009 17:00 | Rapport          |     |                           | Spectateurs : 38 522 Arbitrage : Babak Rafati | Spectateurs : 38 522 Arbitrage : Babak Rafati |

| 19e journée          | Schalke 04  | 1–0 | Werder Brême | Veltins-Arena, Gelsenkirchen                  |                                               |
| 7 février 2009 15:30 | Höwedes 48e |     |              | Spectateurs : 61 673 Arbitrage : Jochen Drees | Spectateurs : 61 673 Arbitrage : Jochen Drees |
| 7 février 2009 15:30 | Rapport     |     |              | Spectateurs : 61 673 Arbitrage : Jochen Drees | Spectateurs : 61 673 Arbitrage : Jochen Drees |

| 20e journée           | Werder Brême | 1–1 | Borussia Mönchengladbach | Weserstadion, Brême                             |                                                 |
| 14 février 2009 15:30 | Pizarro 77e  |     | Bradley 77e              | Spectateurs : 41 332 Arbitrage : Markus Schmidt | Spectateurs : 41 332 Arbitrage : Markus Schmidt |
| 14 février 2009 15:30 | Rapport      |     |                          | Spectateurs : 41 332 Arbitrage : Markus Schmidt | Spectateurs : 41 332 Arbitrage : Markus Schmidt |

| 21e journée           | Energie Cottbus          | 2–1 | Werder Brême     | Freundschaft, Cottbus                         |                                               |
| 21 février 2009 15:30 | Iliev 51e · Rangelov 90e |     | Hugo Almeida 46e | Spectateurs : 14 780 Arbitrage : Marc Seemann | Spectateurs : 14 780 Arbitrage : Marc Seemann |
| 21 février 2009 15:30 | Rapport                  |     |                  | Spectateurs : 14 780 Arbitrage : Marc Seemann | Spectateurs : 14 780 Arbitrage : Marc Seemann |

| 22e journée         | Werder Brême | 0–0 | Bayern Munich | Weserstadion, Brême                           |                                               |
| 1er mars 2009 17:00 | Naldo 15e    |     |               | Spectateurs : 42 100 Arbitrage : Manuel Gräfe | Spectateurs : 42 100 Arbitrage : Manuel Gräfe |
| 1er mars 2009 17:00 | Rapport      |     |               | Spectateurs : 42 100 Arbitrage : Manuel Gräfe | Spectateurs : 42 100 Arbitrage : Manuel Gräfe |

| 23e journée       | 1899 Hoffenheim | 0–0 | Werder Brême | Dietmar Hopp Stadion, Sinsheim                  |                                                 |
| 7 mars 2009 15:30 |                 |     |              | Spectateurs : 30 150 Arbitrage : Michael Weiner | Spectateurs : 30 150 Arbitrage : Michael Weiner |
| 7 mars 2009 15:30 | Rapport         |     |              | Spectateurs : 30 150 Arbitrage : Michael Weiner | Spectateurs : 30 150 Arbitrage : Michael Weiner |

| 24e journée        | Werder Brême                                | 4–0 | VfB Stuttgart | Weserstadion, Brême                          |                                              |
| 15 mars 2009 17:00 | Diego 34e · Pizarro 53e · Rosenberg 59e 74e |     |               | Spectateurs : 40 000 Arbitrage : Günter Perl | Spectateurs : 40 000 Arbitrage : Günter Perl |
| 15 mars 2009 17:00 | Rapport                                     |     |               | Spectateurs : 40 000 Arbitrage : Günter Perl | Spectateurs : 40 000 Arbitrage : Günter Perl |

| 25e journée        | Borussia Dortmund | 1–0 | Werder Brême | Signal Iduna Park, Dortmund                   |                                               |
| 21 mars 2009 15:30 | Frei 64e (pen)    |     |              | Spectateurs : 75 500 Arbitrage : Knut Kircher | Spectateurs : 75 500 Arbitrage : Knut Kircher |
| 21 mars 2009 15:30 | Rapport           |     |              | Spectateurs : 75 500 Arbitrage : Knut Kircher | Spectateurs : 75 500 Arbitrage : Knut Kircher |

| 26e journée        | Werder Brême                    | 4–1 | Hanovre 96    | Weserstadion, Brême                             |                                                 |
| 5 avril 2009 17:00 | Pizarro 41e 80e 84e · Diego 77e |     | Krzynówek 69e | Spectateurs : 42 100 Arbitrage : Guido Winkmann | Spectateurs : 42 100 Arbitrage : Guido Winkmann |
| 5 avril 2009 17:00 | Rapport                         |     |               | Spectateurs : 42 100 Arbitrage : Guido Winkmann | Spectateurs : 42 100 Arbitrage : Guido Winkmann |

| 27e journée         | Bayer Leverkusen | 1–1 | Werder Brême | BayArena, Leverkusen                              |                                                   |
| 12 avril 2009 17:00 | Barnetta 11e     |     | Pizarro 33e  | Spectateurs : 43 900 Arbitrage : Helmut Fleischer | Spectateurs : 43 900 Arbitrage : Helmut Fleischer |
| 12 avril 2009 17:00 | Rapport          |     |              | Spectateurs : 43 900 Arbitrage : Helmut Fleischer | Spectateurs : 43 900 Arbitrage : Helmut Fleischer |

| 28e journée         | Hertha BSC Berlin         | 2–1 | Werder Brême    | Olympiastadion, Berlin                        |                                               |
| 19 avril 2009 17:00 | Šimunić 71e · Raffael 87e |     | Mertesacker 43e | Spectateurs : 68 022 Arbitrage : Babak Rafati | Spectateurs : 68 022 Arbitrage : Babak Rafati |
| 19 avril 2009 17:00 | Rapport                   |     |                 | Spectateurs : 68 022 Arbitrage : Babak Rafati | Spectateurs : 68 022 Arbitrage : Babak Rafati |

| 29e journée         | Werder Brême                             | 3–2 | VfL Bochum     | Weserstadion, Brême                          |                                              |
| 25 avril 2009 15:30 | Hugo Almeida 54e · Naldo 70e · Diego 79e |     | Šesták 16e 44e | Spectateurs : 39 303 Arbitrage : Günter Perl | Spectateurs : 39 303 Arbitrage : Günter Perl |
| 25 avril 2009 15:30 | Rapport                                  |     |                | Spectateurs : 39 303 Arbitrage : Günter Perl | Spectateurs : 39 303 Arbitrage : Günter Perl |

| 30e journée      | FC Cologne    | 1–0 | Werder Brême | RheinEnergieStadion, Cologne                    |                                                 |
| 2 mai 2009 15:30 | Novakovič 61e |     |              | Spectateurs : 50 000 Arbitrage : Michael Weiner | Spectateurs : 50 000 Arbitrage : Michael Weiner |
| 2 mai 2009 15:30 | Rapport       |     |              | Spectateurs : 50 000 Arbitrage : Michael Weiner | Spectateurs : 50 000 Arbitrage : Michael Weiner |

| 31e journée       | Werder Brême         | 2–0 | Hambourg SV | Weserstadion, Brême                            |                                                |
| 10 mai 2009 17:00 | Hugo Almeida 34e 49e |     |             | Spectateurs : 42 000 Arbitrage : Florian Meyer | Spectateurs : 42 000 Arbitrage : Florian Meyer |
| 10 mai 2009 17:00 | Rapport              |     |             | Spectateurs : 42 000 Arbitrage : Florian Meyer | Spectateurs : 42 000 Arbitrage : Florian Meyer |

| 32e journée       | Eintracht Francfort | 0–5 | Werder Brême                                                 | Commerzbank-Arena, Francfort                  |                                               |
| 13 mai 2009 20:00 | Ochs 50e            |     | Frings 51 56e · Tziólis 60e · Pizarro 62e · Hugo Almeida 77e | Spectateurs : 51 400 Arbitrage : Peter Sippel | Spectateurs : 51 400 Arbitrage : Peter Sippel |
| 13 mai 2009 20:00 | Rapport             |     |                                                              | Spectateurs : 51 400 Arbitrage : Peter Sippel | Spectateurs : 51 400 Arbitrage : Peter Sippel |

| 33e journée       | Werder Brême     | 1–3 | Karlsruher SC                 | Weserstadion, Brême                              |                                                  |
| 16 mai 2009 15:30 | Hugo Almeida 73e |     | Stindl 28e 39e · Iascvili 55e | Spectateurs : 39 119 Arbitrage : Michael Kempter | Spectateurs : 39 119 Arbitrage : Michael Kempter |
| 16 mai 2009 15:30 | Rapport          |     |                               | Spectateurs : 39 119 Arbitrage : Michael Kempter | Spectateurs : 39 119 Arbitrage : Michael Kempter |

| 34e journée       | VfL Wolfsbourg                                               | 5–1 | Werder Brême | Volkswagen-Arena, Wolfsbourg                       |                                                    |
| 23 mai 2009 15:30 | Misimović 6e · Grafite 15e 56e · Prödl 26e (csc) · Džeko 74e |     | Diego 31e    | Spectateurs : 30 000 Arbitrage : Thorsten Kinhöfer | Spectateurs : 30 000 Arbitrage : Thorsten Kinhöfer |
| 23 mai 2009 15:30 | Rapport                                                      |     |              | Spectateurs : 30 000 Arbitrage : Thorsten Kinhöfer | Spectateurs : 30 000 Arbitrage : Thorsten Kinhöfer |

#### Classement
| Pl. | Club             | J  | V  | N  | P  | BP | BC | +/- | Pts | Qualification / Relégation         |
| --- | ---------------- | -- | -- | -- | -- | -- | -- | --- | --- | ---------------------------------- |
| 8   | Schalke 04       | 34 | 14 | 8  | 12 | 47 | 35 | +12 | 50  | -                                  |
| 9   | Bayer Leverkusen | 34 | 14 | 7  | 13 | 59 | 46 | +13 | 49  | -                                  |
| 10  | Werder Brême     | 34 | 12 | 9  | 13 | 64 | 50 | +14 | 45  | Ligue Europa 2009-2010, Barrages ¹ |
| 11  | Hanovre 96       | 34 | 10 | 10 | 14 | 49 | 69 | -20 | 40  | -                                  |
| 12  | FC Cologne       | 34 | 11 | 6  | 17 | 35 | 50 | -15 | 39  | -                                  |

¹ Qualifié grâce à sa victoire en Coupe d'Allemagne.

Sources : Site officiel de la Bundesliga - Affluences de Bundesliga

#### Buteurs
1. Pizarro : 17 buts
2. Diego : 11 buts
3. Hugo Almeida : 9 buts
4. Rosenberg : 7 buts
5. Frings : 4 buts
6. Naldo, Özil : 3 buts
7. Hunt, Mertesacker : 2 buts
8. Baumann, Tziólis : 1 but

### Coupe d'Allemagne
| 32e de finale     | Eintracht Nordhorn                 | 3–9 | Werder Brême                                                                   | Eintracht Stadion, Nordhorn                  |                                              |
| 9 août 2008 15:30 | Brode 36e · Novaku 81e · Nacar 90e |     | Rosenberg 6e 31e 55e 74e · Hugo Almeida 15e 22e 50e · Sanogo 72e · Vranješ 75e | Spectateurs : 9 000 Arbitrage : Marc Seemann | Spectateurs : 9 000 Arbitrage : Marc Seemann |
| 9 août 2008 15:30 | Rapport                            |     |                                                                                | Spectateurs : 9 000 Arbitrage : Marc Seemann | Spectateurs : 9 000 Arbitrage : Marc Seemann |

| 16e de finale           | Erzgebirge Aue | 1–2 | Werder Brême                | Erzgebirgsstadion, Aue                         |                                                |
| 23 septembre 2008 19:00 | Müller 7e      |     | Pizarro 26e · Rosenberg 54e | Spectateurs : 15 000 Arbitrage : Deniz Aytekin | Spectateurs : 15 000 Arbitrage : Deniz Aytekin |
| 23 septembre 2008 19:00 | Rapport        |     |                             | Spectateurs : 15 000 Arbitrage : Deniz Aytekin | Spectateurs : 15 000 Arbitrage : Deniz Aytekin |

| 8e de finale          | Borussia Dortmund | 1–2 | Werder Brême                   | Westfalenstadion, Dortmund                    |                                               |
| 28 janvier 2009 19:00 | Frei 11e          |     | Hugo Almeida 62e · Pizarro 80e | Spectateurs : 74 000 Arbitrage : Manuel Gräfe | Spectateurs : 74 000 Arbitrage : Manuel Gräfe |
| 28 janvier 2009 19:00 | Rapport           |     |                                | Spectateurs : 74 000 Arbitrage : Manuel Gräfe | Spectateurs : 74 000 Arbitrage : Manuel Gräfe |

| 1/4 de finale     | VfL Wolfsbourg | 2–5 | Werder Brême                                   | Volkswagen Arena, Wolfsbourg                       |                                                    |
| 4 mars 2009 19:00 | Džeko 10e 42e  |     | Diego 3e 55e (pen) · Özil 7e · Pizarro 71e 89e | Spectateurs : 24 115 Arbitrage : Thorsten Kinhöfer | Spectateurs : 24 115 Arbitrage : Thorsten Kinhöfer |
| 4 mars 2009 19:00 | Rapport        |     |                                                | Spectateurs : 24 115 Arbitrage : Thorsten Kinhöfer | Spectateurs : 24 115 Arbitrage : Thorsten Kinhöfer |

| 1/2 finale          | Hambourg SV                                                  | 1–1 | Werder Brême                              | HSH Nordbank Arena, Hambourg                  |                                               |
| 22 avril 2009 20:30 | Olić 67e · Jarolím 90e · Mathijsen · Boateng · Olić · Jansen |     | Mertesacker 11e · Pizarro · Özil · Frings | Spectateurs : 55 237 Arbitrage : Knut Kircher | Spectateurs : 55 237 Arbitrage : Knut Kircher |
| 22 avril 2009 20:30 | Rapport Tirs au but (1-3)                                    |     |                                           | Spectateurs : 55 237 Arbitrage : Knut Kircher | Spectateurs : 55 237 Arbitrage : Knut Kircher |

| Finale            | Bayer Leverkusen | 0–1 | Werder Brême | Stade Olympique, Berlin                           |                                                   |
| 30 mai 2009 20:00 |                  |     | Özil 58e     | Spectateurs : 74 244 Arbitrage : Helmut Fleischer | Spectateurs : 74 244 Arbitrage : Helmut Fleischer |
| 30 mai 2009 20:00 | Rapport          |     |              | Spectateurs : 74 244 Arbitrage : Helmut Fleischer | Spectateurs : 74 244 Arbitrage : Helmut Fleischer |

### Coupes d'Europe

#### Ligue des Champions
| Match 1                 | Werder Brême | 0–0 | Anorthosis Famagouste | Weserstadion, Brême                            |                                                |
| 16 septembre 2008 20:45 |              |     |                       | Spectateurs : 34 690 Arbitrage : Craig Thomson | Spectateurs : 34 690 Arbitrage : Craig Thomson |
| 16 septembre 2008 20:45 | Rapport      |     |                       | Spectateurs : 34 690 Arbitrage : Craig Thomson | Spectateurs : 34 690 Arbitrage : Craig Thomson |

| Match 2                | Inter Milan | 1–1 | Werder Brême | Stadio Giuseppe Meazza, Milan                 |                                               |
| 1er octobre 2008 20:45 | Maicon 17e  |     | Pizarro 62e  | Spectateurs : 32 965 Arbitrage : Ľuboš Micheľ | Spectateurs : 32 965 Arbitrage : Ľuboš Micheľ |
| 1er octobre 2008 20:45 | Rapport     |     |              | Spectateurs : 32 965 Arbitrage : Ľuboš Micheľ | Spectateurs : 32 965 Arbitrage : Ľuboš Micheľ |

| Match 3               | Panathinaïkos    | 2–2 | Werder Brême                       | Stade Olympique, Athènes                       |                                                |
| 22 octobre 2008 20:45 | Mántzios 36e 68e |     | Mertesacker 29e · Hugo Almeida 83e | Spectateurs : 54 089 Arbitrage : Michael Riley | Spectateurs : 54 089 Arbitrage : Michael Riley |
| 22 octobre 2008 20:45 | Rapport          |     |                                    | Spectateurs : 54 089 Arbitrage : Michael Riley | Spectateurs : 54 089 Arbitrage : Michael Riley |

| Match 4               | Werder Brême | 0–3 | Panathinaïkos                               | Weserstadion, Brême                            |                                                |
| 4 novembre 2008 20:45 |              |     | Mántzios 58e · Karagoúnis 70e · Tziólis 83e | Spectateurs : 35 968 Arbitrage : Viktor Kassai | Spectateurs : 35 968 Arbitrage : Viktor Kassai |
| 4 novembre 2008 20:45 | Rapport      |     |                                             | Spectateurs : 35 968 Arbitrage : Viktor Kassai | Spectateurs : 35 968 Arbitrage : Viktor Kassai |

| Match 5                | Anorthosis Famagouste    | 2–2 | Werder Brême                       | GSP Stadium, Famagouste                          |                                                  |
| 26 novembre 2008 20:45 | Nikolaou 62e · Sávio 68e |     | Diego 72e (pen) · Hugo Almeida 87e | Spectateurs : 18 461 Arbitrage : Mejuto Gonzalez | Spectateurs : 18 461 Arbitrage : Mejuto Gonzalez |
| 26 novembre 2008 20:45 | Rapport                  |     |                                    | Spectateurs : 18 461 Arbitrage : Mejuto Gonzalez | Spectateurs : 18 461 Arbitrage : Mejuto Gonzalez |

| Match 6               | Werder Brême                | 2–1 | Inter Milan     | Weserstadion, Brême                          |                                              |
| 9 décembre 2008 20:45 | Pizarro 63e · Rosenberg 81e |     | Ibrahimović 88e | Spectateurs : 35 000 Arbitrage : Pieter Vink | Spectateurs : 35 000 Arbitrage : Pieter Vink |
| 9 décembre 2008 20:45 | Rapport                     |     |                 | Spectateurs : 35 000 Arbitrage : Pieter Vink | Spectateurs : 35 000 Arbitrage : Pieter Vink |

##### Classement
| Pl. | Club                  | J | V | N | P | BP | BC | +/- | Pts |                           |
| --- | --------------------- | - | - | - | - | -- | -- | --- | --- | ------------------------- |
| 1   | Panathinaïkos         | 6 | 3 | 1 | 2 | 8  | 7  | +1  | 10  | 8e de finale              |
| 2   | Inter Milan           | 6 | 2 | 2 | 2 | 8  | 7  | +1  | 8   | 8e de finale              |
| 3   | Werder Brême          | 6 | 1 | 4 | 1 | 7  | 9  | -2  | 7   | Coupe UEFA, 16e de finale |
| 4   | Anorthosis Famagouste | 6 | 1 | 3 | 2 | 8  | 8  | 0   | 6   |                           |

Source : UEFA Champions League - Classements, uefa.com

#### Coupe UEFA
| 16e de finale         | Werder Brême | 1–1 | Milan AC    | Weserstadion, Brême                        |                                            |
| 18 février 2009 20:35 | Diego 84e    |     | Inzaghi 36e | Spectateurs : 36 151 Arbitrage : Mike Dean | Spectateurs : 36 151 Arbitrage : Mike Dean |
| 18 février 2009 20:35 | Rapport      |     |             | Spectateurs : 36 151 Arbitrage : Mike Dean | Spectateurs : 36 151 Arbitrage : Mike Dean |

| 16e de finale         | Milan AC                   | 2–2 | Werder Brême    | Stadio Giuseppe Meazza, Milan                   |                                                 |
| 26 février 2009 20:45 | Pirlo 27e (pen) · Pato 33e |     | Pizarro 68e 78e | Spectateurs : 23 280 Arbitrage : Jonas Eriksson | Spectateurs : 23 280 Arbitrage : Jonas Eriksson |
| 26 février 2009 20:45 | Rapport                    |     |                 | Spectateurs : 23 280 Arbitrage : Jonas Eriksson | Spectateurs : 23 280 Arbitrage : Jonas Eriksson |

| 8e de finale       | Werder Brême | 1–0 | AS Saint-Étienne | Weserstadion, Brême                          |                                              |
| 12 mars 2009 20:30 | Naldo 20e    |     |                  | Spectateurs : 30 116 Arbitrage : Terje Hauge | Spectateurs : 30 116 Arbitrage : Terje Hauge |
| 12 mars 2009 20:30 | Rapport      |     |                  | Spectateurs : 30 116 Arbitrage : Terje Hauge | Spectateurs : 30 116 Arbitrage : Terje Hauge |

| 8e de finale       | AS Saint-Étienne            | 2–2 | Werder Brême           | Geoffroy-Guichard, Saint-Étienne                 |                                                  |
| 18 mars 2009 20:30 | Benalouane 64e · Grax 90+2e |     | Prödl 6e · Pizarro 27e | Spectateurs : 33 522 Arbitrage : Alexandru Tudor | Spectateurs : 33 522 Arbitrage : Alexandru Tudor |
| 18 mars 2009 20:30 | Rapport                     |     |                        | Spectateurs : 33 522 Arbitrage : Alexandru Tudor | Spectateurs : 33 522 Arbitrage : Alexandru Tudor |

| 1/4 de finale      | Werder Brême                     | 3–1 | Udinese Calcio   | Weserstadion, Brême                              |                                                  |
| 9 avril 2009 20:45 | Diego 34e 67e · Hugo Almeida 69e |     | Quagliarella 87e | Spectateurs : 32 548 Arbitrage : Laurent Duhamel | Spectateurs : 32 548 Arbitrage : Laurent Duhamel |
| 9 avril 2009 20:45 | Rapport                          |     |                  | Spectateurs : 32 548 Arbitrage : Laurent Duhamel | Spectateurs : 32 548 Arbitrage : Laurent Duhamel |

| 1/4 de finale       | Udinese Calcio                   | 3–3 | Werder Brême                | Stadio Friuli, Udine                            |                                                 |
| 16 avril 2009 20:45 | Inler 15e · Quagliarella 30e 38e |     | Diego 28e 60e · Pizarro 73e | Spectateurs : 20 000 Arbitrage : Martin Hansson | Spectateurs : 20 000 Arbitrage : Martin Hansson |
| 16 avril 2009 20:45 | Rapport                          |     |                             | Spectateurs : 20 000 Arbitrage : Martin Hansson | Spectateurs : 20 000 Arbitrage : Martin Hansson |

| 1/2 finale          | Werder Brême | 0–1 | Hambourg SV    | Weserstadion, Brême                          |                                              |
| 30 avril 2009 20:45 |              |     | Trochowski 28e | Spectateurs : 37 500 Arbitrage : Howard Webb | Spectateurs : 37 500 Arbitrage : Howard Webb |
| 30 avril 2009 20:45 | Rapport      |     |                | Spectateurs : 37 500 Arbitrage : Howard Webb | Spectateurs : 37 500 Arbitrage : Howard Webb |

| 1/2 finale       | Hambourg SV  | 2–3 | Werder Brême                          | HSH Nordbank Arena, Hambourg   |                                |
| 7 mai 2009 20:45 | Olić 14e 87e |     | Diego 29e · Pizarro 66e · Baumann 83e | Arbitrage : Frank De Bleeckere | Arbitrage : Frank De Bleeckere |
| 7 mai 2009 20:45 | Rapport      |     |                                       | Arbitrage : Frank De Bleeckere | Arbitrage : Frank De Bleeckere |

| Finale            | Chakhtior Donetsk             | 2–1 a.p. | Werder Brême | Stade Şükrü Saraçoğlu, Istanbul                        |                                                        |
| 20 mai 2009 20:45 | Luiz Adriano 25e · Jadson 97e |          | Naldo 35e    | Spectateurs : 37 357 Arbitrage : Luis Medina Cantalejo | Spectateurs : 37 357 Arbitrage : Luis Medina Cantalejo |
| 20 mai 2009 20:45 | Rapport                       |          |              | Spectateurs : 37 357 Arbitrage : Luis Medina Cantalejo | Spectateurs : 37 357 Arbitrage : Luis Medina Cantalejo |